# Stalinterieur met drie kinderen
Stalinterieur met drie kinderen is een schilderij door de Noord-Nederlandse schilder Isaac van Ostade in het Rijksmuseum in Amsterdam.

## Voorstelling
Het stelt het interieur voor van een enigszins vervallen stal met daarin drie spelende kinderen. In de stal staan en hangen allerlei voorwerpen, zoals houten vaten, rieten manden en landbouwwerktuigen. Op de voorgrond ligt een gebroken wiel waaromheen een paar kippen scharrelen. De openstaande deur links zorgt voor een sterk licht-donkercontrast in de compositie.
Boereninterieurs als deze waren in de 17e eeuw erg populair in zowel de Noordelijke als de Zuidelijke Nederlanden. Isaac van Ostade en zijn broer Adriaen van Ostade borduurden voort op het succes van de schilders Adriaen Brouwer en David Teniers de Jonge. De dramatische licht-donkertegenstelling is een typisch kenmerk van de Van Ostades. In 1642 schilderde Adriaan een vergelijkbaar werk, dat zich in het Louvre in Parijs bevindt.

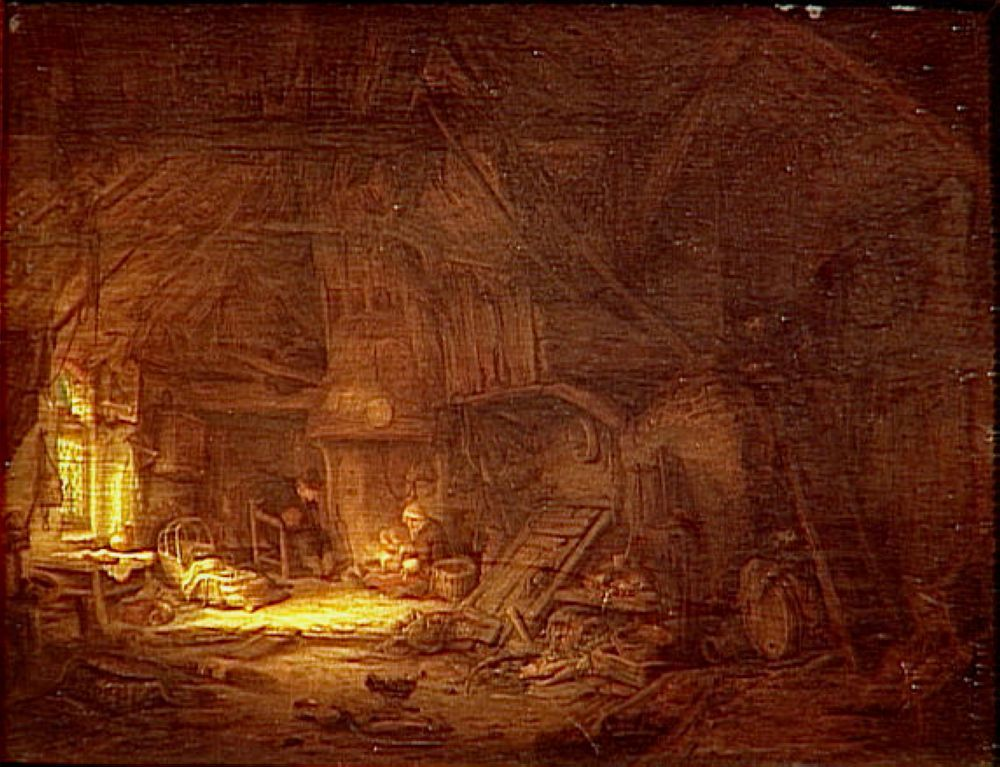
Adriaan van Ostade. Boerderij-interieur. 1642. Olieverf op paneel. 34,5 × 44 cm. Parijs, Musée du Louvre.

## Toeschrijving en datering
Het schilderij is onder rechts van het midden gesigneerd en gedateerd "Isack · van · Ostade · 1642".

## Herkomst
Het werk wordt voor het eerst gesignaleerd op de boedelveiling van de Dresdense textielfabrikant Gustav Fedor Zschille, die 27-28 mei 1889 plaatsvond bij veilinghuis J.M. Heberle in Keulen. Later was het in het bezit van een zekere Schwarz in Berlijn. Op 21 mei 1935 werd het geveild door Hugo Helbing in Frankfurt am Main. Toen op 10 mei 1940 Duitsland Nederland binnenviel, was het werk in gedeeld eigendom van de kunsthandels I. Rosenbaum en J. Goudstikker in Amsterdam. Op 16 mei overleed Goudstikker tijdens zijn vlucht naar Engeland. Tussen 19 juli en 27 september kreeg de firma Goudstukken het werk door koop in volledig eigendom. Vervolgens verkocht de firma Goudstikker het werk op 15 oktober via bemiddeling door Erich Greitzbach door aan Hermann Göring voor zijn kunstverzameling in het buitenverblijf Carinhall. Na de bevrijding werd het werk door de geallieerden als roofkunst teruggestuurd naar Nederland en overgedragen aan Stichting Nederlands Kunstbezit (een voorloper van de Rijksdienst voor het Cultureel Erfgoed). Deze gaf het in juli 1993 in bruikleen aan het Rijksmuseum in Amsterdam.